# Martin Reynolds
Martin Edward Reynolds (22 febbraio 1949) è un ex velocista britannico.

## Palmarès
- Giochi olimpici

Monaco di Baviera 1972: argento nella staffetta 4×400 metri.
- Universiadi

Torino 1970: oro nei 200 metri piani.